# Coupe du monde 98 (jeu vidéo)
 (juillet 2017).
Si vous disposez d'ouvrages ou d'articles de référence ou si vous connaissez des sites web de qualité traitant du thème abordé ici, merci de compléter l'article en donnant les références utiles à sa vérifiabilité et en les liant à la section « Notes et références ».
Coupe du monde 98 (ou World Cup 98 en version originale) est un jeu vidéo de football sorti en 1998 sur PlayStation, Windows, Nintendo 64 et Game Boy. Le jeu est développé par Electronic Arts et édité par EA Sports.
Il s'agit du jeu officiel de la Coupe du monde de football 1998. C'est la première fois qu'EA Sport réalise le jeu officiel d'une Coupe du monde de football. EA Sport obtient la licence exclusive de l'épreuve en 1997 auprès de la FIFA. C'est également le premier jeu vidéo d'une Coupe du monde à utiliser un moteur 3D. Dans la version française, les matches sont commentés par Jean-Luc Reichmann, David Ginola et Thierry Gilardi.
Dans l'introduction du jeu, Footix traverse un village. C'est la commune de Locronan.

## Système de jeu

### World Cup Classics
Le mode "World Cup Classics" permet de rejouer 8 finales.
- 1930 Uruguay - Argentine
- 1938 Italie - Hongrie
- 1950 Uruguay - Brésil
- 1954 RFA - Hongrie
- 1966 Angleterre - RFA
- 1970 Brésil - Italie
- 1974 RFA - Pays-Bas
- 1982 Italie - RFA

Le mode de jeu reprend les formations d'époques et les maillots, ainsi que les ballons.

### Équipes disponibles
Les trente-deux équipes qualifiées pour la Coupe du monde 1998 ainsi que huit équipes non qualifiées (Australie, Canada, Chine, Grèce, Irlande, Portugal, Suède, Russie).

## Bande-son
- Chumbawamba - Tubthumping (Thème principal du jeu)
- Fluke - Absurd
- Boymerang - Soul Beat Runna
- God Within - Raincry